# Tabernacolo dell'Olmo
Il Tabernacolo dell'Olmo si trova a Firenze, in via Reginaldo Giuliani tra i numeri 489 e 491.
Si tratta di un grande tabernacolo costituito da una cappella-portichetto, usato come luogo di sosta e meditazione lungo l'antica strada regia che portava a Prato. Il nome deriva dal toponimo dell'Olmo a Castello, con cui era conosciuta la zona, probabilmente per via di una grande pianta che sorgeva lungo la strada.
Il tabernacolo venne fatto costruire dai Guidaci e dai Da Verrazzano, che avevano proprietà nella zona. Venne affrescato nel 1437 da Paolo Schiavo con un'Annunciazione e Santi, staccata per ragioni di conservazione nel 1972 ed oggi conservata all'interno della vicina chiesa di San Pio X al Sodo.
L'affresco, che si dispiegava su tre pareti e del quale è stata strappata anche la sinopia, mostra l'Annunciazione ai lati di un arcone dove era incassato l'altare, con ai fianchi i santi Giuliano, Ansano, Antonio Abate e Michele Arcangelo, mentre al centro in alto si trovano Dio Padre e la colomba dello Spirito Santo.